# هانزا (سيارة)
هانزا أوتوموبيل جيزيلشافت كانت علامة تجارية ألمانية للسيارات تأسست عام 1905  وتم دمجها في عام 1914 مع Norddeutsche Automobil und Motoren AG (NAMAG) في Hansa-Lloyd-Werke AG. من 1929 إلى 1931 استولت عليها مجموعة بورجوارد. كان مقر هانزا في بريمن في هاستد. 

## التاريخ

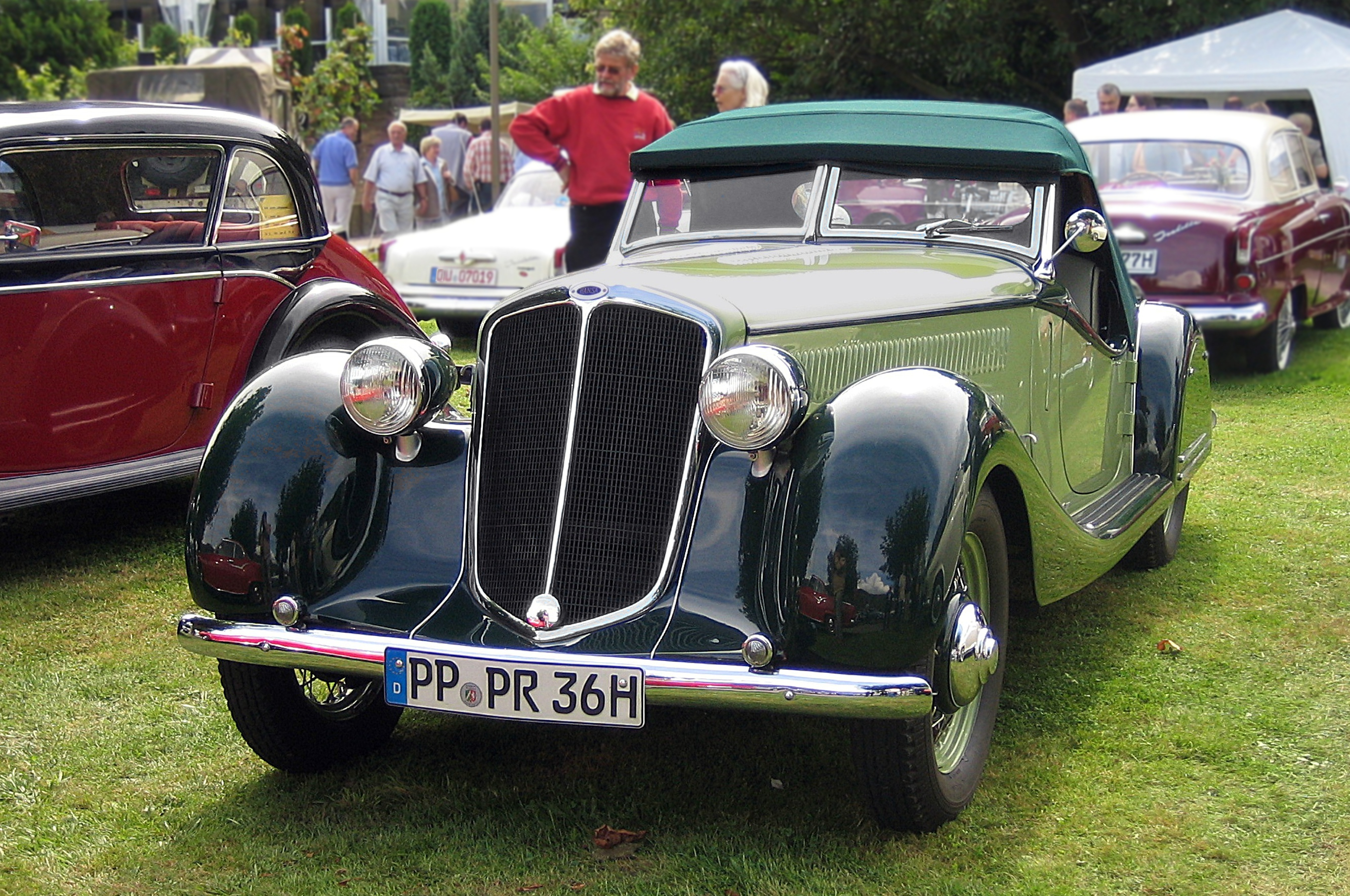
هانزا 1700 سبورت

تأسست شركة هانزا للسيارات كشركات تصنيع سيارات وشاحنات منذ عام 1905. خلال الكساد الكبير في عام 1929، تم شراء هانسا لويد من قبل كارل بورجوارد حيث كان المصنع يقع مقابل مصنع جالوت الخاص به في Föhrenstrasse في Bremen-Hastedt. كانت مجموعة شاحنات هانزا-لويد تكمل مجموعة جالوت، وسمحت عملية الشراء لـCarl Borgward بتحقيق حلمه في إنتاج سياراته الخاصة. 

## بعد الحرب

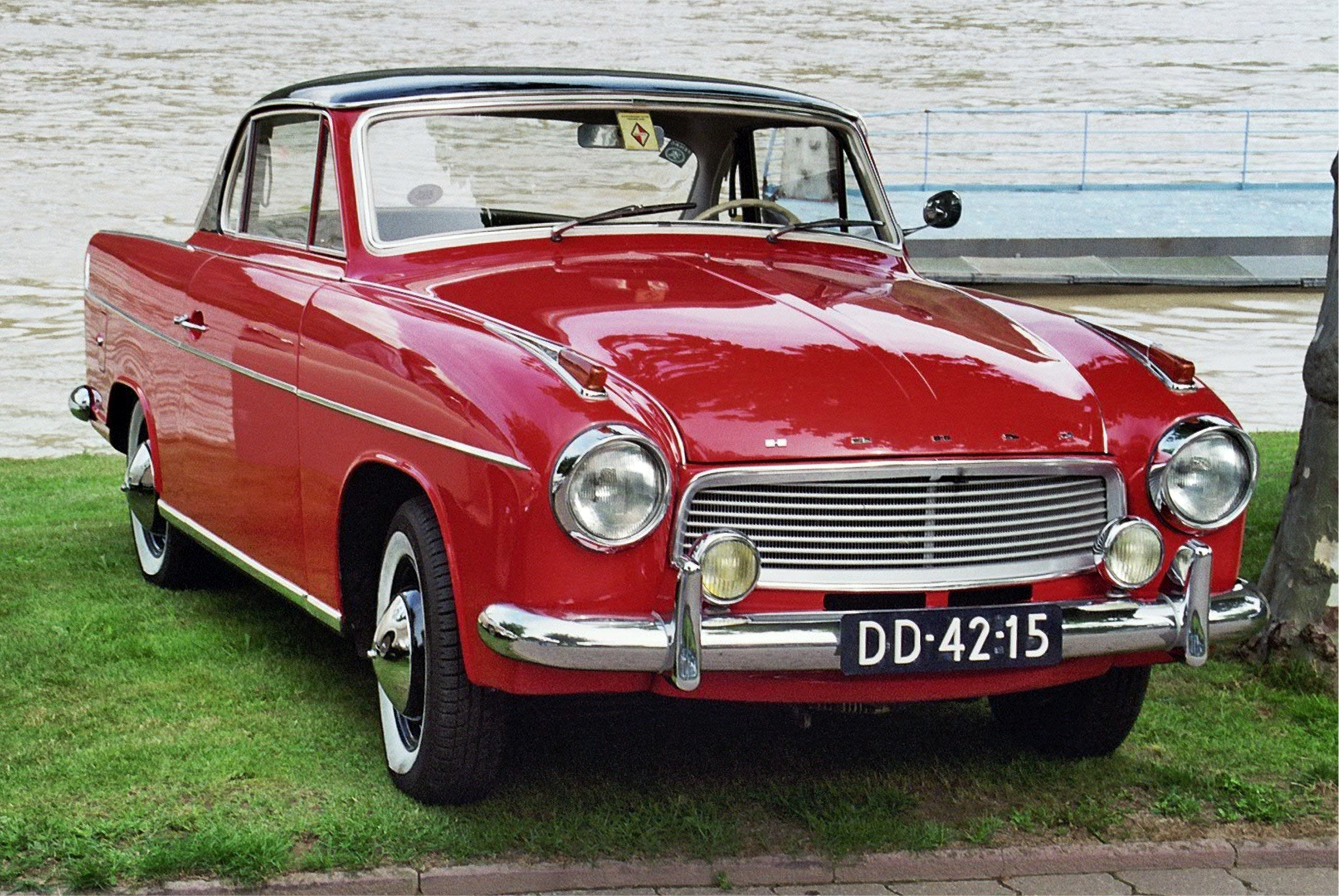
هانزا 1100 كوبيه

كانت Borgward Hansa 1500، التي تم بيعها من عام 1949 فصاعدًا ، أول سيارات تبنى من جديد في ألمانيا، تليها سيارة Borgward Hansa 2400 سيدان فاستباك كبيرة في عام 1952. من عام 1958، خلال السنوات الثلاث الأخيرة من الإنتاج، تم بيع سيارة Goliath 1100 السابقة تحت اسم العلامة التجارية Hansa 1100 حتى انهارت مجموعة Borgward في عام 1961. 